# 新北市政府交通局
新北市政府交通局，簡稱新北市交通局，為臺灣新北市的交通管理機關，隸屬於新北市政府。負責新北市的大眾運輸、道路、交通等事務。

## 歷史沿革
1999年12月，臺北縣政府交通局成立，為臺北縣政府之府內局，非機關。2007年，臺北縣列為準直轄市，臺北縣政府交通局始為臺北縣政府所屬機關。2010年12月，臺北縣改為新北市，臺北縣政府交通局改為新北市政府交通局。2013年1月1日，新北市政府捷運工程處成立，隸屬交通局。2016年1月1日，新北市政府捷運工程處從交通局分出，改為新北市政府捷運工程局。

### 歷任首長
臺北縣政府交通局局長
- 林重昌

新北市政府交通局局長
- 王聲威
- 鍾鳴時
- 趙紹廉

## 組織
新北市政府交通局
- 局長
- 副局長
- 主任秘書
- 專門委員
- 簡任技正

### 行政單位
- 秘書室
- 人事室
- 會計室
- 政風室

### 業務單位
- 綜合規劃科
- 運輸管理科
- 停車營運科
- 停車管理科
- 交通安全科
- 交通管制工程科

### 二級機關

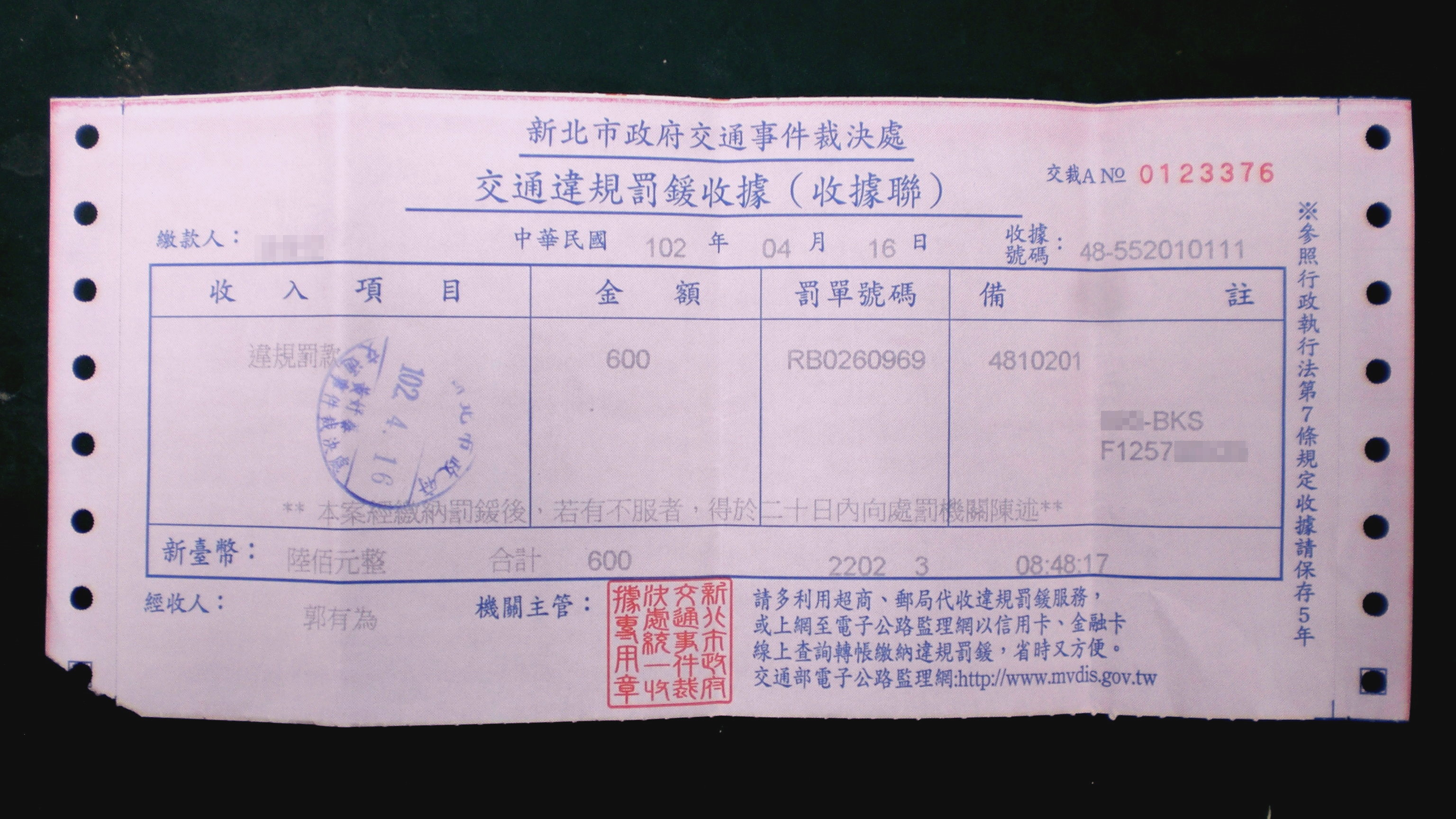
新北市政府交通事件裁決處交通違規罰鍰收據的收據聯

- 新北市政府交通事件裁決處

## 交通專線
- 號誌維修專線（24小時服務）：0800-090-234
- 市民報案處理中心、號誌緊急維修專線（24小時服務）：1999
- 新北市政府警察局交通警察大隊：(02)2225-5999
- 路霸檢舉專線：(02)2225-5999總機9
- 交通事故處理小組：(02)2225-5999分機4555

## 外部連結
- 新北市政府交通局 （页面存档备份，存于）（繁體中文）（英文）